# Juda (stamme)
 For alternative betydninger, se Juda (flertydig). (Se også artikler, som begynder med Juda)
Juda er en af Israels tolv stammer opkaldt efter sin stamfader, Juda, den fjerde af Jakobs tolv sønner. Navnet Juda (Hebraisk: יְהוּדָה) betyder på hebraisk, "lovprise", ligesom det står "Siden blev hun (Lea) frugtsommelig igen og fødte en Søn; og hun sagde:"Nu vil jeg prise HERREN!" Derfor gav hun ham Navnet Juda... (Første Mosebog 29:35).
Kongerne David og Salomon tilhørte stammen Juda. Ved kong Salomons død 930 fvt. blev hans rige delt i kongeriget Juda (stammerne Juda og Benjamin) og kongeriget Israel (stammerne Ruben, Issakar, Simeon, Gad, Dan, Naftali, Asher, Zebulon, Manasse og Efraim). Omkring 722 fvt. blev kongeriget Israel erobret af assyrerne, som deporterede en stor del af befolkningen, og de omtales siden som de 10 forsvundne stammer.
Kongeriget Juda fortsatte med at eksistere til 586 fvt., hvor det blev erobret af babylonerne. Efterfølgende blev en del af befolkningen ført i eksil i Babylon. De vendte tilbage under Perserrigets grundlægger Kyros den Store, og fra dem stammer de fleste af nutidens jøder (af navnet Juda).